# 네띠앙
네띠앙(netian)은 1998년 2월부터 2006년 8월 29일까지 ㈜네띠앙에서 운영했던 대한민국의 포털 사이트이다.

## 역사
한글과컴퓨터의 자회사인 ㈜한컴네트에서 정식 서비스를 시작했으며, ㈜한컴네트는 1999년 6월에 ㈜네띠앙으로 상호를 변경하였다. 이후 2005년 9월에 조이온닷컴을 인수하였고, 2006년 8월에 파산하였다. 2007년 2월에 (주)서울이동통신이 파산법인으로부터 www.netian.com의 사용권을 인수하였고, 2007년 7월에 (주)네띠앙컨시어지그룹((주)네띠앙닷컴으로 상호변경)이 재인수하여 2007년 9월 5일에 서비스를 재개하였다.
네띠앙은 대한민국의 포털 사이트로는 최초로 홈페이지를 기반으로 한 서비스를 제공하여 많은 사용자가 네띠앙 홈페이지 계정을 이용했다. 그러나 2000년 이후에 뚜렷한 사업 모델을 찾지 못하고 특별한 서비스도 제공하지 못하면서 많은 회원들이 빠져나가기 시작했다. 특히 2004년에는 네띠앙의 자회사였던 네띠앙 엔터테인먼트가 일본군 위안부를 소재로 한 탤런트 이승연의 누드 화보집을 공개한 사실에 항의하여 회원들이 집단 탈퇴하는 사태가 벌어지기도 했다. 무엇보다 2004년을 전후로 인터넷 문화의 유행이 개인 홈페이지에서 블로그형 서비스로 이동하면서, 개인 홈페이지 서비스 제공을 중심 서비스로 삼던 네띠앙은 변하는 시류를 따라가지 못했다.
결국 수억원에 이르는 웹사이트의 호스팅 비용을 지불하지 못하는 상태까지 이르러 2006년 7월 31일부터 8월 4일까지 네띠앙 서비스가 전면 중단되었다. 2006년 8월 15일에 미납분 요금을 지불하는 조건으로 임시로 복구되긴 했지만 새로운 컨텐츠가 업데이트되지는 않았다. 그러나 약속된 호스팅 요금은 지급되지 않았고, 결국 웹사이트의 접속이 차단되는 사태가 발생했다. 당시 네띠앙의 모회사였던 코스모씨앤티 측에서는 포털 사이트 사업을 정리하겠다는 입장을 밝혔고, 네띠앙은 파산 처리되었다. 하지만, 새 운영 주체가 된 (주)네띠앙닷컴이 2007년 9월 5일에 서비스를 재개하였다.
2007년 9월 5일에 네띠앙 메일과 사이버 캐쉬가 복구되었다. 또한, SMS/MMS 등의 메시지 서비스와 실시간 주가 정보 문자 서비스를 제공하였으나, 지금은 중단된 상태이다. 현재 재개장한 사이트는 네띠앙과 아레오로 운영하고 있으며 포털 사이트로서의 기능은 없고 커뮤니케이션 기반의 메시징 서비스를 중심으로 운영되고 있다. 참고로 네띠앙과 아레오는 같은 계정을 이용한다. 그리고 네띠앙에서 015 번호를 인수하여 인터넷 삐삐 서비스를 제공하고 있다.

## 같이 보기
- 무선호출기